# Муниципальное образование «Александровск»
Муниципа́льное образова́ние «Алекса́ндровск» — муниципальное образование со статусом сельского поселения в Аларском районе Иркутской области России. 
Административный центр — село Александровск.

## Население
| 2010 | 2011 | 2012 | 2013 | 2014 | 2015 | 2016 |
| ---- | ---- | ---- | ---- | ---- | ---- | ---- |
| 688  | ↘686 | ↘657 | ↘648 | ↘643 | ↘634 | ↗642 |
| 2017 |      |      |      |      |      |      |
| ↘639 |      |      |      |      |      |      |

## Состав сельского поселения
| № | Населённый пункт | Тип населённого пункта       | Население |
| - | ---------------- | ---------------------------- | --------- |
| 1 | Александровск    | село, административный центр | ↘477      |
| 2 | Угольная         | деревня                      | ↘120      |
| 3 | Шапшалтуй        | деревня                      | ↘60       |